# Хольцхаузер, Рафаэль
Рафаэ́ль Хольцха́узер (нем. Raphael Holzhauser; родился 16 февраля 1993, Винер-Нойштадт, Австрия) — австрийский футболист, полузащитник клуба «Глогниц». Выступал в сборной Австрии.

## Клубная карьера
Хольцхаузер присоединился к составу команды «Штутгарт II» в сезоне 2010/11, которая тогда выступала в Третьей лиге. В зимний перерыв сезона 2011/12 главный тренер «Штутгарта» Бруно Лаббадиа дозаявил Рафаэля на второй круг чемпионата. За основную команду «швабов» австриец дебютировал 21 января 2012 года, в матче Бундеслиги против «Шальке 04», в возрасте 18 лет и 334 дней. Летом 2013 года футболист был отдан в аренду в «Аугсбург» до 30 июня 2014 года.
После возвращения из «Аугсбурга» футболиста исключили из основного состава. Рафаэль был вынужден играть за резервную команду в Третьей лиге. В общей сложности за «Штутгарт II» он провел 77 матчей. 22 января 2015 года Хольцхаузер перешел в «Аустрию» из Вены.
В мае 2018 года, когда контракт с австрийским клубом истек, было объявлено, что Рафаэль Хольцхаузер присоединится к клубу Швейцарской Суперлиги «Грассхопперу». Был подписан двухлетний контракт. 2 апреля 2019 года, по обоюдному согласию, контракт был расторгнут.
19 июня 2019 года футболист присоединился к бельгийскому «Беерсхоту».
После окончания срока контракта, новым клубом футболиста стал «Ауд-Хеверле Лёвен», о чем стало известно 1 июля 2022 года.
11 января 2023 года полузащитник, на правах аренды, перешел в немецкий клуб «Мюнхен 1860», где проведет остаток сезона.

## Международная карьера
Хольцхаузер выступал за молодёжную сборную Австрии, до этого пройдя все уровни юношеской сборной страны.